# Grace Hopper
Grace Murray Hopper (New York, 1906. december 9. – Arlington megye, Virginia, 1992. január 1.) ellentengernagy, az Amerikai Egyesült Államok Haditengerészetének tisztje, matematikus, a számítástudomány egyik úttörője. Egyike volt a Harvard Mark I számítógép első programozóinak. Ő írta az első fordítóprogramot (angolul compiler) amely valamely programozási nyelven írt programot képes a számítógép számára lefordítani. Felvázolta egy, a  számítógéptől független programnyelv ötletét, ami az egyik első modern programozási nyelv, a COBOL megalkotásához vezetett, és amelynek egyik tervezője is volt. Neki tulajdonítják a "debugging" (számítógépes programok hibakeresése, szó szerint: "bogártalanítás") kifejezés elterjesztését. Haditengerészeti rangjának és munkásságának köszönhetően gyakran "Csodálatos Grace"-ként ("Amazing Grace") hivatkoznak rá, ami egyben játékos utalás az Amazing Grace kezdetű keresztény himnuszra is. Az Amerikai Egyesült Államok Haditengerészetének egy rombolója, az USS Hopper és a NERSC kutatóközpont (National Energy Research Scientific Computing Center - az USA Nemzeti Energiakutató Tudományos Számítóközpontja) leggyorsabb számítógépe, a Cray XE6 "Hopper" is az ő nevét viseli.

## Fiatalkora
Grace Hopper New Yorkban született 1906-ban Grace Brewster Murray néven. A család 3 gyermeke közül ő volt a legidősebb. Kíváncsi gyerek volt és ezt a tulajdonságát egész életében megőrizte. Hétéves korában elhatározta, hogy kideríti az ébresztőóra működését. Hét ébresztőórát szétszerelt, mielőtt édesanyja rájött volna mi a terve. Ezek után már csak egy órája lehetett. A középiskolát a Hartridge iskolában (Hartridge School) végezte Plainfieldben (New Jersey állam). 16 éves korában a nem megfelelő latin nyelv tesztje miatt elutasították korengedményes felvételét a Vassar College-ba, de a következő évben már felvették. 1928-ban BSc (Bachelor) fokozatot szerzett matematika és fizika szakon. Eredményei alapján felvételt nyert a Phi Beta Kappa egyesület tagjai közé is. 1930-ban megkezdte MSc (Master) fokozatú tanulmányait a Yale Egyetemen.
1934-ben PhD fokozatot szerzett matematikából. Felkészítő tanára Oystein Ore volt.
Már 1931-ben elkezdett matematikát tanítani a volt iskolájában, a Vassar College-ban, ahol 1941-ben docensnek nevezték ki. 1930-ban férjhez ment a New York-i egyetem professzorához Vincent Foster Hopperhez. 1945-ben elváltak. Ezután nem ment többé férjhez és a volt férje nevét megtartotta.

## Karrierje

### Amásodik világháborúalatti tengerészeti szolgálata
Hopper 1943-ban távolléti engedélyt kapott a Vassar Főiskolától és belépett az Amerikai Egyesült Államok Haditengerészetének tartalékosai közé. Sok nőhöz hasonlóan önkéntesként szolgált a WAVES ("Women Accepted for Volunteer Emergency Service" - hivatalos nevén: U.S. Naval Reserve (Women's Reserve) kötelékében. A sorozáson különleges engedéllyel ment át, mert a súlya 6,8 kg-mal kevesebb volt a Haditengerészetnél előírt 54 kg (120 font) minimális testsúlynál. Kiképzése 1943-ban kezdődött meg a Flottatartalék Kadétiskolájában (Naval Reserve Midshipmen's School) a Smith College-ban, a Massachusetts Államban levő Northamptonban. Hopper az osztályból elsőként végzett 1944-ben és a Bureau of Ships Computation Project-hez került a Harvard Egyetemre mint alhadnagy. A Howard H. Aiken irányításával dolgozó, a Mark I számítógépet programozó csoportba került be. Hopper és Aiken közösen három publikációt írtak a Mark I számítógépről. Hopper tényleges szolgálatba történő áthelyezéséről írt kérvényét a háború végén a kora (38) miatt elutasították, így folytatta szolgálatát a Flottatartaléknál. 1949-ig a Harvard számítógép laborban maradt. 1949-ben professzorként visszatért a Vassar Főiskolára, de a Haditengerészet megbízott munkatársaként tovább folytatta a munkát a Harvard Egyetemen.

### UNIVAC
1949-ben Eckert-Mauchly Computer Corporation vállalat alkalmazottja lett mint matematikus és csatlakozott az UNIVAC I számítógép fejlesztő csoportjához. Az 1950-es évek elején a cég beolvadt a Remington Rand vállalatba. 1952-ben sikerült elkészítenie az első fordítóprogramot is, ez volt az A-0 fordítóprogram.
"Senki nem hitt benne. Volt egy működő fordítóprogramom és senkit sem érdekelt. Azt mondták, hogy a számítógép csak aritmetikai műveletek elvégzésére képes." - mesélte Hopper."
1954-ben Hoppert a vállalat programozási igazgatójává nevezték ki. Részlege fejlesztette az első fordítóprogramra épülő programozási nyelveket például a MATH-MATIC és FLOW-MATIC programnyelvet is.

### COBOL

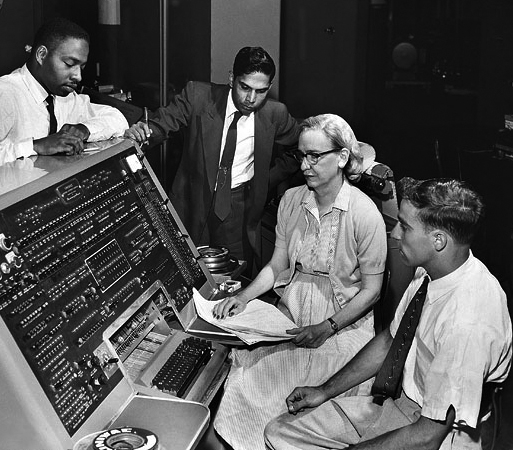
Grace Murray Hopper az UNIVAC billentyűzeténél. (1960 körül)

1959 nyarán a két napos CODASYL (Conference on Data Systems Languages) konferencián összegyűltek a vállalati és kormányzati számítógép szakértők. Míg Hopper a konferencia technikai tanácsadója volt, addig számos beosztottja dolgozott egy új programozási nyelv alapjainak meghatározására létrehozott ideiglenes bizottságban. Az új nyelv neve a COBOL lett, ami a COmmon Business-Oriented Language elnevezés rövidítése. A COBOL a Hopper által tervezett FLOW-MATIC nyelv kibővített változata. Néhány ötletet hasznosítottak az IBM hasonló programozási nyelvéből a COMTRAN-ból. Hopper meggyőződése volt, hogy a programokat inkább az angolhoz hasonlító nyelven kell írni, mint gépi kódban vagy a gépi kódhoz legközelebb álló assembly programozási nyelven. Napjainkra a COBOL széles körben elterjedt.
1967 és 1977 között Hopper volt az igazgatója a Haditengerészet Informatikai Tervező Hivatalához (Navy's Office of Information Systems Planning) tartozó Programozási Nyelv (Navy Programming Languages Group) csoportjának. 1973-ban kapitánnyá léptették elő.

## Nyugdíjas évek

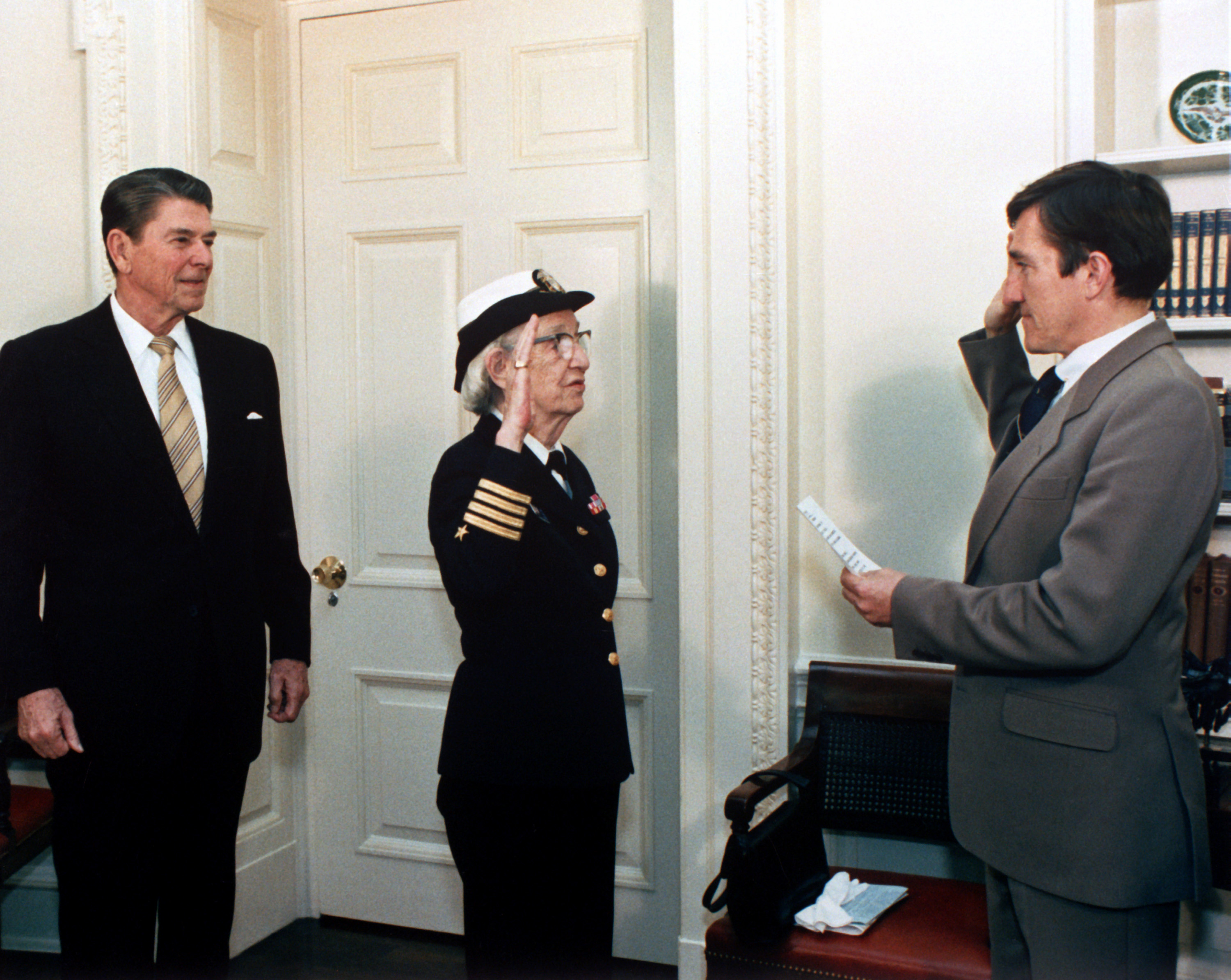
Grace Hoppert 1983-ban sorhajókapitánnyá léptették elő.

Hopper 1966-ban, a nyugalmazási szabályoknak megfelelően, 60 éves korában vonult nyugállományba a Haditengerészet Flottatartalékától (Naval Reserve) fregattkapitány (Commander) rangban. 1967-ben visszahívták a szolgálatba egy hat hónapos időszakra, amit határozatlan időre meghosszabbítottak. 1971-ben ismét nyugdíjba vonult, de 1972-ben ismét felkérték a szolgálatra. 1973-ban Elmo R. Zumwalt, Jr. admirális kapitánnyá (Captain) nevezte ki.
1983-ban elnöki kinevezéssel sorhajókapitánnyá léptették elő. Kongresszusi engedéllyel jóval a nyugdíjkorhatáron túl is szolgálatban maradhatott.
1985-ben a sorhajókapitány rangot átnevezték ellentengernagyi rangra. A Haditengerészettől 1986. augusztus 14-én vonult végleg nyugdíjba. A búcsúünnepség az USS Constitution fregatt fedélzetén volt. Hopper megkapta a Defense Distinguished Service Medal kitüntetést, ami az Amerikai Egyesült Államok legmagasabb nem harctéri érdemeket elismerő tengerészeti kitüntetése. A végleges nyugdíjba vonulásakor ő volt a haditengerészet legidősebb aktív szolgálatban levő tisztje (79 év 8 hónap és 5 nap). Az ünnepség helyszínéül szolgáló USS Constitution pedig az Amerikai Egyesült Államok Haditengerészetének legidősebb hajója (akkor 188 éves 9 hónapos és 23 napos).
Tanácsadóként tovább dolgozott a Digital Equipment Corporation vállalatnál egészen 85 éves korában 1992-ben bekövetkezett haláláig.
Katonai tiszteletadással temették el az Arlingtoni Nemzeti Temetőben.

## A gyászjelentés
- Betts, Mitch (Computerworld 26: 14, 1992)
- Bromberg, Howard (IEEE Software 9: 103–104, 1992)
- Danca, Richard A. (Federal Computer Week 6: 26–27, 1992)
- Hancock, Bill (Digital Review 9: 40, 1992)
- Power, Kevin (Government Computer News 11: 70, 1992)
- Sammet, J. E. (Communications of the ACM 35 (4): 128–131, 1992)
- Weiss, Eric A. (IEEE Annals of the History of Computing 14: 56–58, 1992)

## Fordítás
- Ez a szócikk részben vagy egészben  a   Grace Hopper című angol Wikipédia-szócikk ezen változatának fordításán alapul.  Az eredeti cikk szerkesztőit annak laptörténete sorolja fel. Ez a jelzés csupán a megfogalmazás eredetét és a szerzői jogokat jelzi, nem szolgál a cikkben szereplő információk forrásmegjelöléseként.